# Zhao Leji
Dans ce nom, le nom de famille, Zhao, précède le nom personnel.
Zhao Leji (chinois simplifié : 赵乐际 ; pinyin : Zhào Lèjì), né le 8 mars 1957 à Xining (province de Qinghai), est un homme politique chinois.
Il est décrit comme proche de Xi Jinping et membre de sa faction au sein du Parti communiste chinois,.
Entre 2017 et 2022, il succède à Wang Qishan et devient le secrétaire du Comité central pour l'inspection disciplinaire du Parti, organe disciplinaire du parti.
En octobre 2022, à l'issue du 20e Congrès national, il est promu comme n°3 du Comité permanent du 20e Politburo. En mars 2023, il devient Président de l'Assemblée nationale populaire.

## Biographie

### Origines et famille
Il est né le 8 mars 1957 à Xining dans la province de Qinghai.
Ses parents sont originaires de Xi'an, capitale de la province de Shaanxi.
Zhao Leji a trois frères et sœurs. Le plus jeune frère, Zhao Leqin, est également membre du PCC. Il a occupé plusieurs responsabilités dans la région : il a notamment été maire de Hanzhong et secrétaire du parti à Guilin,.

### Parcours
Zhao adhère au Parti communiste chinois en 1975. Il intègre l'université de Pékin en 1977 où il étudie à la faculté de philosophie. En 1980, Zhao rentre au Qinghai et enseigne dans une école de commerce. Il monte dans les rangs de l'administration de la province : entre 2002 et 2003, il est gouverneur de la province (le plus jeune gouverneur du pays à l'époque) avant d'exercer le poste le plus important de la province, celui de secrétaire du Parti communiste entre 2003 et 2007 (là encore, le plus jeune secrétaire provincial),.
En 2007, Zhao est muté dans la province du Shaanxi d'où sont originaires ses parents. Il est là aussi secrétaire du PCC dans la région.
Lors du XVIIIe congrès du PCC de novembre 2012, Zhao est élu au Politburo et à la direction du département de l'organisation du comité central, département chargé de l'affectation du personnel du PCC dans toutes les administrations du pays. Il se fait remarquer en nommant, aux postes importants, des alliés du secrétaire général du PCC Xi Jinping,.
Lors du XIXe congrès du PCC d'octobre 2017, Zhao est élu au Comité permanent du politburo du Parti (au 6e rang dans l'ordre protocolaire). Zhao est le plus jeune membre du Comité permanent. Il remplace aussi Wang Qishan au poste de secrétaire du Comité central pour l'inspection disciplinaire du Parti, le Comité de lutte contre la corruption,. À ce titre, il est le principal artisan de la campagne de lutte contre corruption dans le PCC et l'appareil d'État ordonnée par Xi.